# 音楽で日本をアゲる!
『音楽で日本をアゲる!』（おんがくでにっぽんをあげる）は、文化放送にて2020年3月31日から6月18日までの期間限定で、『文化放送ライオンズナイタースペシャル』枠にて生放送された音楽番組のレーベルタイトルである。

## 概要
年頭からの2019年新型コロナウィルス感染症による影響で、2020年の日本プロ野球のペナントレース開幕が、当初予定の3月20日（金）から6月19日（金）まで延期されたことを受け、『文化放送ライオンズナイター』としてプロ野球中継を放送すべき枠の一部（原則19 - 20時台）において編成された。
日替わりで歌手・声優・お笑い芸人などがパーソナリティを務めており、番組内容の細部もパーソナリティによって異なる。レーベルの共通コンセプトは「なかなか"本当の春"がこない中、音楽の力で少しでも日本を元気にするための生・音楽特番」とされている。
なお、5月28日と29日は同時間帯で『お笑いで日本をアゲる!』（おわらいでにっぽんをあげる）としてレーベルタイトルを変えて放送。その後の6月2日から6月12日までの間も同時間帯で音楽番組が編成されるが、このレーベル名は冠さずに放送された。ただし、本レーベル内で放送された特番の続編的な内容も放送された。プロ野球開幕前の最終週では再び本レーベルタイトルを使用した。
便宜上、本稿では『お笑いで日本をアゲる!』ならびに、6月中のレーベル外の音楽特番についても扱う。

## 放送時間
- 火 - 金曜 19:00 - 21:00（初回のみ19:30 - 21:00）
  - 18時台はスポーツ部門主導の『がんばれ○○! 獅子奮迅』を放送する。

## 放送リスト
放送日については西暦（すべて2020年）を省略する。
| 回数                                           | 放送日  | パーソナリティ                                     | サブタイトル                                                   |
| ---------------------------------------------- | ------- | -------------------------------------------------- | -------------------------------------------------------------- |
| 1                                              | 3月31日 | 秋山黄色                                           |                                                                |
| 2                                              | 4月1日  | しなの椰惠                                         |                                                                |
| 3                                              | 4月2日  | 夏川椎菜                                           | 『夏川椎菜のナンスオブミュージック!』                          |
| 4                                              | 4月3日  | 眉村ちあき                                         | 『眉村ちあきのオギャなリクエスト』                             |
| 5                                              | 4月8日  | 関取花                                             | 『関取花の全部あ・げ・る』                                     |
| 6                                              | 4月10日 | 永野                                               | 『永野のGood Song,Good Talk,Good Night 今夜永野がブチ上げる!』 |
| 7                                              | 4月14日 | 緑黄色社会                                         | 『緑黄色社会のラジオでSINGALONG』                              |
| 8                                              | 4月15日 | 家入レオ                                           | 『家入レオの家いるラジオ』                                     |
| 9                                              | 4月16日 | 豊崎愛生                                           | 『豊崎愛生の love your music』                                 |
| 10                                             | 4月17日 | 遠山大輔（グランジ）                               | 『グランジ遠山アワー おじゃま致します浜松町』                  |
| 11                                             | 4月28日 | DJ KOO                                             | 『DJ KOO ONE TEAM DO DANCE』                                   |
| 12                                             | 4月30日 | JO1 （與那城奨・白岩瑠姫・河野純喜）               | 『JO1 無限大Radio』                                            |
| 13                                             | 5月8日  | 新作のハーモニカ                                   | 『ニューハーモニカダンジョン〜NEW HARMONICA DUNGEON〜』        |
| 14                                             | 5月12日 | 豊田萌絵                                           | 『豊田萌絵 マイプレイリスト』                                  |
| 15                                             | 5月13日 | 堂島孝平                                           | 『堂島孝平の120分ラジオ』                                      |
| 16                                             | 5月14日 | DJ BOSS                                            | 『SUPER EUROBEAT Special』                                     |
| 17                                             | 5月15日 | 古坂大魔王                                         | 『古坂大魔王の今夜はQRでON AIR!』                              |
| 18                                             | 5月19日 | 大塚愛                                             | 『大塚愛のアガりますレディオ』                                 |
| 19                                             | 5月20日 | 井上苑子                                           | 『井上苑子の私の大好きなうた』                                 |
| 20                                             | 5月21日 | 黒木渚                                             | 『黒木渚 言葉は戦闘服』                                        |
| 21                                             | 5月22日 | ニガミ17才                                         | 『ニガミ17才の違和感ソングコレクション』                       |
| 22                                             | 5月27日 | 岸洋佑                                             | 『岸洋佑のミュージッククロニクル』                             |
| 以下の2回は『お笑いで日本をアゲる!』として放送 |         |                                                    |                                                                |
| 23                                             | 5月28日 | ティモンディ                                       | 『ティモンディの夢いっぱいラジオ』                             |
| 24                                             | 5月29日 | 岡田圭右（ますだおかだ）                           | 『岡田圭右のワオ!』                                            |
| 以下の8回はレーベル名を特に冠さずに放送        |         |                                                    |                                                                |
| 25                                             | 6月2日  | 小杉竜一（ブラックマヨネーズ）                     | 『90's あなたのモテ曲スペシャル』                              |
| 26                                             | 6月3日  | DJ KOO                                             | 『DJ KOO ONE TEAM DO DANCE TK MIX!』                           |
| 27                                             | 6月4日  | チャンカワイ（Wエンジン）                          | 『90's ビーイング女性アーティストスペシャル』                  |
| 28                                             | 6月5日  | 夏焼雅（PINK CRES.） 譜久村聖（モーニング娘。'20） | 『ハロー! プロジェクトクロニクル』                             |
| 29                                             | 6月9日  | 小池美波（欅坂46）                                 | 『欅坂46・小池美波 80年代歌謡曲ベスト100』                     |
| 30                                             | 6月10日 | 小池美波（欅坂46）                                 | 『欅坂46・小池美波 80年代歌謡曲ベスト100』                     |
| 31                                             | 6月11日 | 小池美波（欅坂46）                                 | 『欅坂46・小池美波 80年代歌謡曲ベスト100』                     |
| 32                                             | 6月12日 | 小池美波（欅坂46）                                 | 『欅坂46・小池美波 80年代歌謡曲ベスト100』                     |
| 以下は再び本レーベルとして放送                 |         |                                                    |                                                                |
| 33                                             | 6月17日 | 星街すいせい もこ田めめめ 花鋏キョウ               | 『星街すいせい、もこ田めめめ、花鋏キョウのSTUDIO LIVE』        |
| 34                                             | 6月18日 | 西川文野                                           | 『西川文野 月9ソングヒストリー!』                              |

## 関連番組
- 『new normal文化祭～音楽で日本をアゲる! SP』

2020年11月3日（火・文化の日）の9:00 - 18:35に放送。
13:00を境にメイン司会が入れ替わり、13:00以前は野村邦丸と西川文野が進行し、レコード音源の魅力を伝える時間とする。13:00以降は砂山圭大郎と松井佐祐里が進行し、様々なテーマによる音楽特集を送る。
2019年まで毎年11月3日には文化放送主催による恒例のイベント「浜祭」が開催されていたが、この年は新型コロナウィルスの影響で中止に追い込まれたため、本番組はその代替企画としての意味合いもあった。なお、翌2021年11月3日は同様の代替企画『もっと一緒に! ラジオde浜祭スペシャル』を編成し、2022年11月3日は通常編成で対応。公開イベントとしての「浜祭」の再開は2023年となった。
番組表上のタイムテーブルは以下の通り。
- 9:00 レコードで日本をアゲる! ①
- 11:00 レコードで日本をアゲる! ②
- 13:00 DJで日本をアゲる!
- 14:00 女性アーティストで日本をアゲる!
- 15:00 特撮ソングで日本をアゲる!
- 16:00 シンガーソングライターで日本をアゲる!
- 17:00 ニュース・パレード
- 17:15 グランドフィナーレ